# Materializm
Materializm – pogląd filozoficzny, według którego istnieje tylko materia. Pojęcie materializm jest często stosowane zamiennie z nowszym określeniem fizykalizm, które jednak uwzględnia nowsze odkrycia w fizyce . Jednym z odmiennych poglądów od materializmu jest idealizm ontologiczny.
W innym znaczeniu, materializm oznacza postawę polegającą na kierowaniu się w życiu korzyściami materialnymi.

## Pojęcie materializmu
Materializm jest pojęciem, które pozostaje w stałej opozycji do idealizmu. Zasadnicza różnica występująca pomiędzy obydwoma pojęciami opiera się na odmiennym stosunku myśli do materii. Materialiści twierdzą, że materia jest pierwotna w stosunku do przeżyć psychicznych, myśli, świadomości. W konsekwencji takiego założenia można wyciągnąć wniosek, że wszelka działalność duchowa człowieka jest jedynie wytworem rozwoju przyrody i społeczeństwa.
Zdaniem idealistów zależność jest odwrotna: to duch, świadomość i idee są pierwotne w stosunku do przyrody. Materialiści uważają, że nie ma bytowania niezależnego od świata; w tym poglądzie również uwidacznia się opozycja do koncepcji idealistycznych.

## Odmiany materializmu
- materializm mechanistyczny – zakładający, że wszystko da się wyjaśnić i sprowadzić do prostych oddziaływań materii, czyli że wszystko da się sprowadzić do zjawisk fizycznych i chemicznych.
- naturalizm – zakładający, że podstawą wszystkiego jest natura, wobec czego w praktyce świat materialny jest jednak tworem bardzo złożonym, którego nie da się łatwo sprowadzić tylko do prostych oddziaływań fizyczno-chemicznych, a o jego funkcjonowaniu decydują złożone „organiczne” zależności. Naturalizm kładzie bardzo duży nacisk na postrzeganie świata jako całości i twierdzi, że całość nie jest równa prostej sumie poszczególnych części.
- materializm dialektyczny – nieco podobny do naturalizmu, odrzucający jednak teorie „organiczne” i zastępujący je tzw. przemianami dialektycznymi – polegającymi na stałym, jakościowym rozwoju struktur tworzonych przez materię. Według założeń materializmu dialektycznego, wszystko ostatecznie sprowadza się do zjawisk chemicznych i fizycznych, jednak posiadają one swoją wewnętrzną „mądrość”, która prowadzi do powstawania coraz bardziej złożonych i doskonałych form. „Prawa” rządzące powstawaniem takich struktur są nazywane dialektyką materialistyczną, a jej zrozumienie i odkrycie uważa się za najważniejszy cel wszelkich badań.
- materializm hedonistyczny – pogląd lub postawa, dopatrująca się w czerpaniu przyjemności z nabywania, gromadzenia i zużywania dóbr materialnych najwyższego lub jedynego dobra, inaczej – konsumpcjonizm.
- materializm fenomenologiczny – w odróżnieniu od „twardego” materializmu nie utrzymuje, że świat materialny jest jedynym realnym bytem, gdyż fenomenalizm odrzuca w ogóle pojęcie bytu absolutnego. Materializm ten twierdzi jednak, że dogłębna analiza świata fenomenów docierających do umysłu człowieka przekonuje, że podstawą wszelkiego istnienia są właśnie fenomeny dające się opisywać językiem fizyki i chemii. Przyjęcie tego za podstawę analizy całego świata fenomenów daje bardziej przekonujące rezultaty od przyjęcia, że „bazowymi” fenomenami są nasze uczucia, myśli i idee.
- materializm żywiołowy – zapoczątkowany przez Talesa z Miletu, wchodzi w skład jońskiej filozofii przyrody (naiwny materializm żywiołowy). Wychodzi z założenia, że świat ma naturę materialną, a materia (woda, ogień, powietrze, ziemia) tworzy byty. Istotną cechą materii jest rozciągłość w czasie i przestrzeni oraz ruch. Nieodłączną własnością materii jest życie.

## Charakterystyka materializmu oraz główne etapy jego rozwoju

### Materializm żywiołowy

#### Tales z Miletu, czyli „Jaki był początek przyrody?”
Tales z Miletu był nie tylko pierwszym materialistą w filozoficznej myśli Europy, jego największą zasługą jest stworzenie podstaw do przejścia od umiejętności praktycznych do nauki i od religijnego objaśniania świata do jego naukowego uzasadnienia. Tales, z racji swoich zainteresowań, został określony mianem filozofa przyrody. Nie interesowało go stwierdzenie, że świat powstał z niczego, dociekał początku przyrody. Pytając o pierwotną materię szukał arché – pierwszej zasady, która dała początek przyrodzie. Tales z Miletu za pierwszą materię, z jakiej ukształtował się obecnie istniejący i dostępny dla zmysłów świat, uznał wodę. Filozof ten dostrzegał istnienie trzech rodzajów ciał: ciała stałe, ciecze i ciała lotne. Analizując materię wody Tales odkrył, że ta substancja przy zmianie temperatury potrafi przyjąć każdą z wyżej wymienionych stanów, co stanowi o tym, że możliwe jest powstanie z wody całej różnorodności istniejącego świata.
Ponadto, woda stanowiła dla Talesa jedno z podstawowych źródeł życia, dlatego też mogła stanowić początek dla wszystkiego, co istnieje. Był jeszcze inny powód, dla którego woda stała się pierwotną materią. Mianowicie Tales wyznawał przekonanie, że właściwością życia jest ruch, a ponieważ wszystko co istnieje rusza się, wobec czego wszystko co istnieje – żyje (jest to stanowisko określane mianem hylozoizmu, z gr. hyle – materia i dzoe – życie). Stanowisko Talesa z Miletu wydaje się pozbawione przekonującej argumentacji, jednakże największe znaczenie ma sposób dochodzenia do wiedzy: poprzez doświadczenie i obserwacje przyrody.

#### Anaksymenes, czyli świat powstał z powietrza.
Anaksymenes również zaliczał się do filozofów przyrody, przyjmował jednak odmienne stanowisko od Talesa z Miletu. Anaksymenes za początek wszystkich zjawisk uważał powietrze. Podobnie jak Tales uważał, że wszystko jest żywe, jednakże dla niego tym, co dawało życie, była dusza. Dusza natomiast była niczym tchnienie powietrza. Dla Anaksymenesa podstawą wszelkiego życia było powietrze. Uzasadnieniem dla twierdzenia, że powietrze jest materią pierwotną dla świata, jest podobnie jak u poprzedniego filozofa przekonanie, że powietrze pod wpływem temperatury może dowolnie zmieniać swój stan, dlatego mogą powstawać z niego wszystkie ciała w przyrodzie.

#### Heraklit z Efezu, czylipanta rhei(wszystko płynie)
Heraklit podążał drogą wytyczoną przez Talesa z Miletu, poszukując pierwszej zasady świata. W przekonaniu tego filozofa materia pierwotna powinna być na tyle dynamiczna, aby przy jej pomocy możliwym stało się wyjaśnienie zmienności wszystkich rzeczy. Heraklit wyznawał przekonanie, że w świecie wszystko podlega ciągłym zmianom, nie ma nic stałego, „nie można wejść dwa razy do tej samej rzeki”. Dlatego też pierwsza materia miała służyć wyjaśnieniu zmienności cechującej przyrodę. Heraklit za pierwszą materię uznał ogień, podobnie jak poprzedni filozofowie argumentował to zdolnością ognia do zmiany swojego stanu.
Reasumując, stanowisko przedstawicieli materializmu naiwnego, można wyciągnąć następujące wnioski:
- W tej filozofii źródłem poznania świata są zmysły. Obserwacja zmysłowa natomiast nie wymaga w tym przypadku dodatkowego uzasadnienia (stąd też pojęcie materializmu naiwnego).
- Pojęcie materii rozumiane jest przez tych filozofów jako zbiór ciał zmysłowo postrzegalnych. Znaczeniowo jest to pojęcie zbliżone do materiału.
- Według rozumienia tych filozofów wszystkie zjawiska przyrody miały być pochodnymi jednej pierwotnej materii, która była czystą substancją.

### Materializm mechanistyczny
W tym ujęciu u podłoża świata nie leży jedna zasada (substancja pierwotna), przyjęto natomiast istnienie u podstaw wszystkich zmysłowo dostępnych zjawisk jakiegoś tworzywa wspólnego, jest to substancja z której wszystkie zjawiska są ukształtowane. Mogą to być elementy bezpośrednio niedostępne zmysłom, ale składające się na wszystkie zjawiska postrzegalne.

#### Anaksymander, czyli pytanie o istotę przyrody.
Ten filozof był poprzednikiem i niejako nauczycielem wyżej wymienionego filozofa przyrody, Anaksymenesa. Anaksymander głosił, że wspólną zasadą wszystkich rzeczy jest apeiron, bezkres. Taki typ rozważań skupiający się na ilościowej charakterystyce pierwszej zasady, stał się podstawą do tworzenia filozofii atomistycznej.

#### Demokryt i filozofia atomistyczna
- Wszystkie zjawiska przyrody składają się z nieskończonej liczby atomów, które są niepodzielnymi cząstkami materii. Materia ma charakter nieciągły. (istnieje granica podzielności materii).
- Atomy są niepodzielne, a ich cechą jest twardość.
- Atomy różnią się między sobą jedynie kształtem, położeniem i porządkiem (różnice ilościowe).
- Atomy znajdują się w ciągłym ruchu.
- Równolegle z atomami istnieje próżnia, która umożliwia atomom przemieszczanie się w przestrzeni.

Różnorodność świata w rozumieniu tej filozofii, tłumaczona była możliwością łączenia się atomów w zróżnicowane układy, przyjmujące różną postać.

#### Hobbes – istnieją tylko ciała
Materializm tego filozofa z przełomu XVI i XVII w., wyrażał się w przekonaniu że poza materialnymi ciałami nie istnieje nic. Wszystkie obserwowalne zjawiska są wynikiem różnorodnych kombinacji ciał bądź ich ruchami. Dusza jest właśnie przykładem ruchu ciał. Procesy poznania składały się dla Hobbesa ze składania i rozkładania poszczególnych, obserwowalnych zjawisk.

#### Francuski materializm
La Mettrie, podobnie jak inni materialiści francuscy, rozwijał fizykę Kartezjusza i sensualizm Locke’a. La Mettrie dowodził, że istnieje jedna substancja materialna.

Jak dla Descartes’a zwierzę, tak dla materialistów XVIII wieku człowiek był maszyną. To wyłączne stosowanie miernika mechaniki do procesów natury chemicznej i organicznej, w których prawa mechaniki wprawdzie zachowują swą moc, lecz odsunięte są na plan dalszy przez inne, wyższe prawa, stanowi swoistą, ale w owym czasie nieuniknioną ograniczoność klasycznego materializmu francuskiego.

### Materializm dialektyczny
Ten nurt w rozwoju materializmu narodził się w XIX w. Jego twórcami są Karol Marks i Fryderyk Engels. Jego przesłanki to:
- Istnieją tylko ciała materialne z różnorodnymi właściwościami i stosunkami wzajemnymi i nie istnieje nic niezależnego od tych ciał.
- Zjawiska materialne znajdują się w ciągłym ruchu, przy czym ruch oznacza tutaj wszelkie zmiany.
- Różnorodne postacie materii powstają jedna z drugiej (bardziej złożone z prostszej)[9].

## Analiza materializmu
Pod pojęciem materializmu może kryć się wiele znaczeń. Analizę tego pojęcia można rozpocząć od przyjrzenia się niektórym doktrynom:
- Pansomatyzm (z gr. wszystko i ciało) to doktryna zakłada, że wszystko jest ciałem, że wszelkie przedmiot jest ciałem, natomiast dusza albo nie istnieje, albo jest tożsama z ciałem. Zobacz też: Reizm.
- Somatyzm psychologiczny to pogląd głoszący, że wszelka dusza jest ciałem, przy czym dusza zyskuje w tym znaczeniu zdolność do myślenia.
- Pankinetyzm (z gr. poruszam) to doktryna, która głosi, że wszelkie zdarzenie jest ruchem. W skrajnych przypadkach wszystko jest ruchem, każdy przedmiot, zjawisko.
- Materializm genetyczny – to założenie, według którego duch rozwinął się z materii, a nie materia z ducha, co oznacza że ciała doznające powstały z ciał nie doznających[10].

Rozpatrując pojęcie materializmu za punkt wyjścia można wziąć powiedzenie: „wszelka substancja jest materią”. Należy tutaj zwrócić uwagę na wieloznaczność wyrazów „substancja” i „materia”. Oto jak może być rozumiana substancja:
- To, co posiada byt samodzielny.
- To, co posiada własność.
- Rzecz.
- To, co pozostaje z rzeczy posiadającej własność.
- To, co pozostaje z rzeczy posiadającej własności po odjęciu w myśli od rzeczy wszystkich jej własności przypadkowych.
- To, co trwa i pozostaje tym samym, choć jego własności się zmieniają.

Materia:
- Materiał, czyli coś mniej ukształtowanego, z czego można urobić coś bardziej ukształtowanego.
- To, co pozostaje z rzeczy, jeśli pominąć w myśli jej formę.
- To, co jest ciałem, ale nie jest duchowe
- Ciała[11].

Materializm, będący w swej pierwotnej postaci jedynie wynikiem zmysłowych obserwacji otaczającego świata, został wyparty przez rozwój nauki. Jednym z osiągnięć pozostałych po tej koncepcji filozoficznej jest świadomość powszechnej zmienności rzeczy.